# Syndicat intercommunal des transports collectifs de l'agglomération rennaise
Le Syndicat intercommunal des transports collectifs de l'agglomération rennaise (SITCAR) est un ancien syndicat intercommunal à vocation unique qui avait pour mission d'être autorité organisatrice de transport urbain pour le compte de Rennes District. Créé en 1980 à la suite de l'échec de la prise de compétence du District en matière de transport, il est dissout en 1992 lorsque le District prend finalement la compétence.
Bien que son existence fut relativement courte, c'est sous son mandat que le réseau STAR s'est étendu par la création des lignes périurbaines et il a assuré les premières études du métro, avant la création de la SEMTCAR.

## Histoire
En 1972, seules les communes de Cesson-Sévigné, Chantepie, Chartres-de-Bretagne et Saint-Grégoire disposent de conventions avec la ville de Rennes pour la desserte en transport en commun, soit un total de cinq communes sur les 27 que compte Rennes District, structure créée en 1970.
Dans les années 1970, l'augmentation de la population rennaise se fait majoritairement sur les communes périphériques, tandis que l'organisation des transports suburbains au sein du District n'était plus à la hauteur, : en 1977, une commission est créée afin de trouver une solution (syndicat intercommunal ou prise de compétence du district) puis en 1978, l'agence d'urbanisme et de développement intercommunal de l'agglomération rennaise (Audiar) publie un rapport pointant l'« anarchie qui reignait au niveau des liaisons par car » aussi bien en termes de dessertes que de tarification.
En 1979, une tentative de reprendre la gestion du réseau par le District échoue, douze communes (Acigné, Brécé, Cesson-Sévigné, Chartres-de-Bretagne, Châtillon-sur-Seiche, L'Hermitage, Noyal-sur-Seiche, Noyal-sur-Vilaine, Pacé, Saint-Gilles, Saint-Grégoire et Vezin-le-Coquet) ayant refusé cette prise de compétence pour diverses raisons dont celle que « Rennes ne vienne pas commander chez nous », le refus de payer le versement transport (instauré à Rennes en 1976), la présence d'une gare ferroviaire jugée suffisante ou la peur d'une explosion des coûts,,. Les élus communistes s'opposent au nom de « l'autonomie des communes ».
Au fil du temps et des discussions seules six communes (Acigné, Brécé, L'Hermitage, Noyal-sur-Vilaine, Pacé, Saint-Gilles) refusent toujours l'extension du réseau tandis que la création d'un syndicat intercommunal à vocation unique (SIVU) dans lequel la ville de Rennes n'est pas majoritaire en termes de sièges au conseil aboutit le 13 septembre 1980,,,. Le SITCAR organise ainsi les transports de l'agglomération pour le compte de Rennes District. 
Le SITCAR permet au district de disposer d'une offre de transport cohérente dès 1981, dont la mise en place s'est faite en deux temps : le 5 janvier, mise en place des premiers titres de transports couvrant l'ensemble de son territoire et fin des tarifs spécifiques pour les quelques communes limitrophes de Rennes déjà desservies puis le 14 septembre, treize lignes sont créées,,.
Dès 1982, la dénomination du réseau se fait sous la double appellation SITCAR-STAR car bien que le nom du syndicat intercommunal se soit imposé sur les communes nouvellement desservies le nom STAR reste largement employé sur les communes historiques du réseau.
Deux nouvelles communes adhèrent au SITCAR dans les années qui suivent, à la faveur d'un changement de majorité au profit de la gauche,, : Acigné en 1984 et Pacé en 1989. En 1990, Saint-Gilles adhère à son tour au SITCAR.
En 1986, le SITCAR lance les premières études en vue de la création d'un système de transport en commun en site propre pour l'agglomération rennaise afin de répondre à l'augmentation progressive de la fréquentation du réseau d'autobus,. La même année, la commune de Pont-Péan est créée par scission de Saint-Erblon.
Au lendemain du vote du conseil municipal de Rennes favorable au choix du métro VAL,,, le SITCAR vote à son tour en faveur du métro. Le 7 juin 1990, le SITCAR vote le tracé de référence du futur VAL.
En avril 1991, les élus de Rennes District votent à la quasi-unanimité la prise en charge de la compétence transport en vue de la réalisation du métro : le SITCAR dépendait exclusivement du financement de ses communes membres, ce qui le rendait trop fragile pour financer un tel projet par rapport au District qui disposait d'autres moyens comme la taxe professionnelle unique nouvellement créée,. En juillet 1991, le SITCAR vote l'avant-projet sommaire du VAL.
Le 1er janvier 1992, le SITCAR est officiellement dissout, les communes de Brécé, Noyal-sur-Vilaine et L'Hermitage bénéficient dès lors des lignes du réseau STAR,,,. Si le district reprend la compétence transport, ce n'est qu'à titre provisoire : elle la délèguera tout comme la maitrise d'ouvrage du VAL à une nouvelle structure, : la SEMTCAR.

## Composition
À sa création en 1980, le SITCAR regroupe 21 des 27 communes de Rennes District : Betton, Bruz, Cesson-Sévigné, Chantepie, Chartres-de-Bretagne, Châtillon-sur-Seiche, Chavagne, Cintré, La Chapelle-des-Fougeretz, La Chapelle-Thouarault, Le Rheu, Montgermont, Mordelles, Noyal-sur-Seiche, Rennes, Saint-Erblon, Saint-Grégoire, Saint-Jacques-de-la-Lande, Thorigné-sur-Vilaine, Vern-sur-Seiche et Vezin-le-Coquet. S'ajoute en 1986 Pont-Péan par scission de Saint-Erblon,.
Le SITCAR gardera un périmètre très stable au cours de son existence, avec seulement trois adhésions,, : Acigné en 1984, Pacé en 1989 et Saint-Gilles en 1990. 
Brécé, Noyal-sur-Vilaine et L'Hermitage sont les trois communes du District qui ne rejoignent pas le SITCAR jusqu'à sa dissolution en 1992,,.
La ville de Rennes disposait de 48 % des voix au comité syndical.

## Présidence
Le SITCAR n'a connu qu'un seul président durant toute son existence : Jean Normand, conseiller général et adjoint au maire de Rennes, qui deviendra en 1992 le premier président de la SEMTCAR et parfois surnommé le « père du métro » rennais,.
Il est élu en octobre 1980 avec 52 % des voix face à Christian Benoist, adjoint aux transports de la ville de Rennes.